# Pirronismo
El pirronismo fue una escuela de escepticismo fundada por Pirrón en el siglo IV a. C. Es principalmente conocida a través de las obras que Sexto Empírico escribió a fines del siglo II o principios del siglo III.

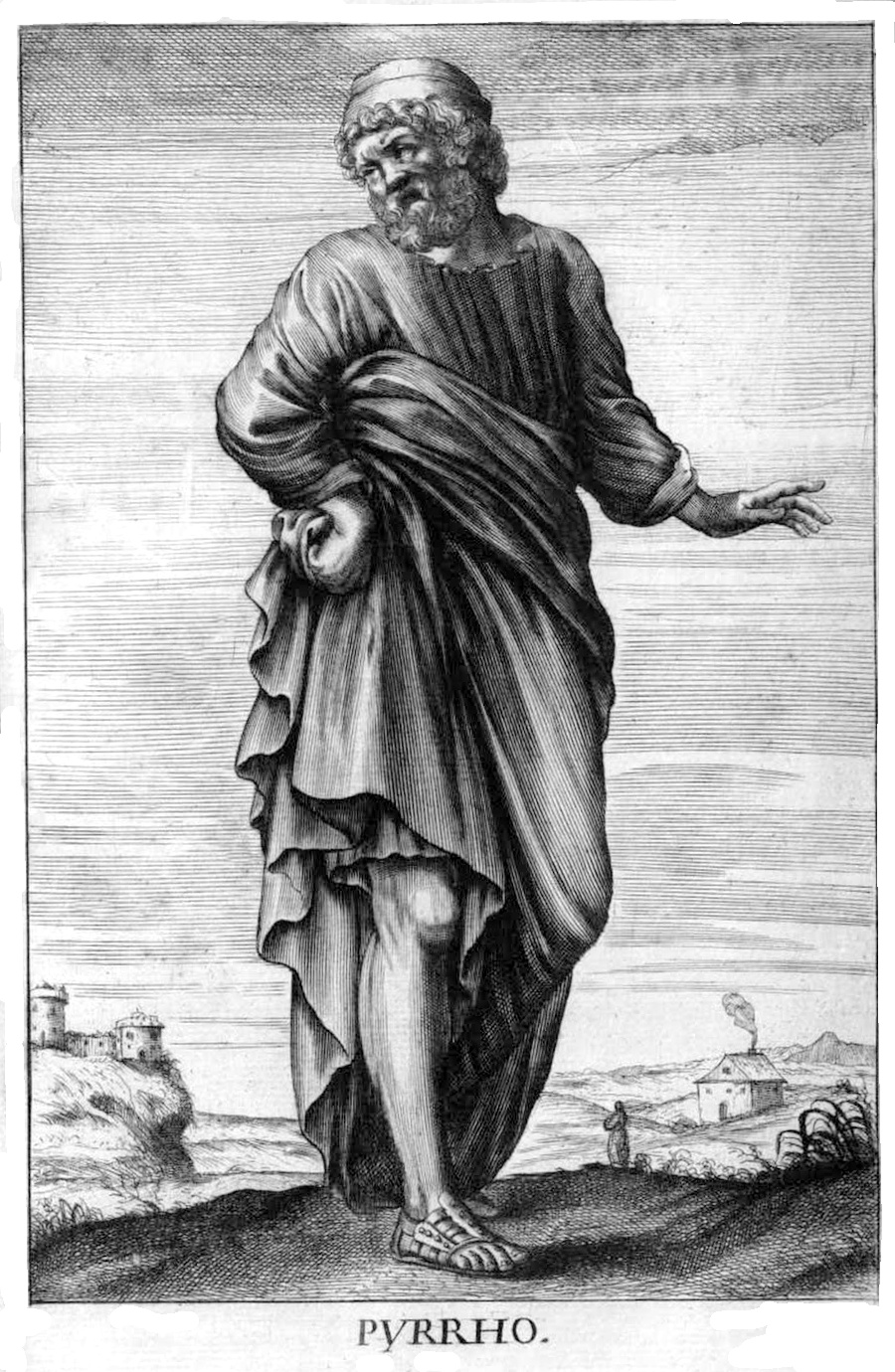
Pirrón de Elis

## Orígenes
A Pirrón de Elis (circa. 360 a. C. - 270 a. C.) generalmente se le atribuye haber fundado esta escuela de filosofía escéptica. Viajó a la India con el ejército de Alejandro Magno y estudió con los magos y los gimnosofistas. El pirronismo como escuela fue revitalizado o refundado por Enesidemo en el siglo I.

## Filosofía
El objetivo del pirronismo es principalmente psicológico, aunque es conocido por sus argumentos epistemológicos, particularmente el problema del criterio y el problema de la inducción. A través de la epojé (suspensión del juicio) la mente llega a la ataraxia, un estado de ecuanimidad. De manera similar al estoicismo y el epicureísmo, la eudaimonia es la meta de la vida pirrónica, y las tres filosofías ubican esta meta en la ataraxia o apatheia. Según los pirrónicos, las opiniones personales sobre cuestiones no evidentes impiden que se alcance la eudaimonia.
El principio más importante del pensamiento de Pirrón se expresa mediante la palabra acatalepsia, que connota la capacidad no hacer afirmaciones de las doctrinas relativas a la verdad de las cosas en su propia naturaleza; contra cada enunciado, su contradicción puede presentarse con la misma justificación.
Los pirrónicos se abstienen de hacer afirmaciones con respecto a las proposiciones no evidentes, es decir, el dogma. Disputaron las supuestas verdades que los dogmáticos habían encontrado con respecto a asuntos no evidentes. Para cualquier asunto no evidente, un pirrónico intenta hacer los argumentos a favor y en contra para que el asunto no pueda llegar a conclusión, evitando así la creencia. Según el pirrónismo, incluso la afirmación de que "no se puede saber nada" es dogmática. De este modo, intentaron universalizar su escepticismo y así evitar el problema de basarlo en un nuevo dogmatismo. La imperturbabilidad mental (ataraxia) era el resultado que se buscaba al adoptar tal estado mental.
Los escépticos (de los que los pirrónicos son una parte) pueden subdividirse en aquellos que son efécticos (una "suspensión del juicio"), zeéticos ("que se dedican a buscar") o aporéticos ("que participan en la refutación").
Al pirronismo se le acredita con ser la primera escuela de filosofía occidental en identificar el problema de la inducción, y el trilema de Münchhausen.
Una gran parte del conocimiento que tenemos del pirronismo ha llegado hasta nosotros a través de la obra conservada del escéptico tardío Sexto Empírico, autor del tratado Esbozos pirrónicos, que supone un manual para alcanzar la suspensión del juicio. A pesar de que no se trata de una obra de gran originalidad dentro de la corriente escéptica, en ella se compendia el trabajo de los principales filósofos escépticos anteriores y se sistematiza el modo de uso de sus argumentos para lograr alcanzar la epojé.

## Influencia posterior

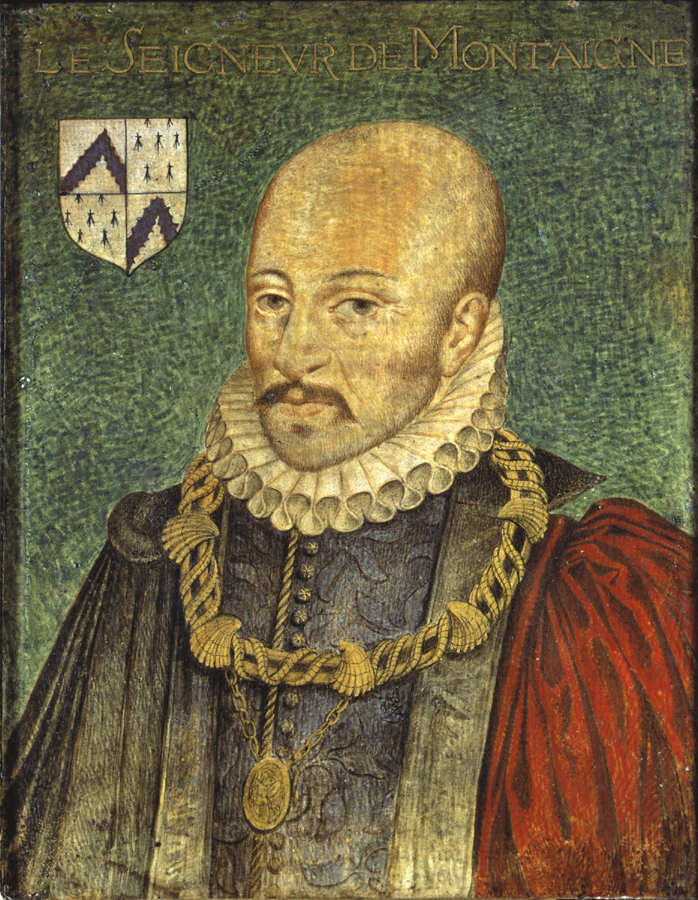
Michel de Montaigne, considerado el más destacado representante del pensamiento escéptico del en Europa.

La recuperación de la figura de Pirrón, con la reedición de las obras de Sexto Empírico en el siglo XVI, supuso el resurgimiento del pirronismo y su influencia en el Renacimiento tardío. Montaigne suele ser considerado el abanderado de este resurgir del escepticismo en Europa, así como discípulos suyos como Pierre Charron. Estos pensadores y teólogos, desde la óptica de un ‘pirronismo cristiano’, recibirían incluso el apoyo explícito de obispos católicos y representantes destacados de la Contrarreforma, con el fin de deslegitimar el libre uso de la razón reivindicado por calvinistas y otras corrientes protestantes en su interpretación de las Escrituras.
El nuevo pirronismo fue asimismo empleado en esta época para refutar seudociencias como la astrología, alquimia, brujería y otras, así como en las controversias de entonces entre las ciencias aristotélicas y la ‘nueva filosofía’. Jean Bodin, en De la Demonomanie des Sorciers, realiza en 1581 una exposición de los principios pirrónicos —en este caso, para rechazarlos en favor del empirismo—. Marin Mersenne y Pierre Gassendi también emplean los textos de Sexto para combatir la alquimia. Por su parte, la ciencia escolástica recibió ataques tanto de Francis Bacon como de Gassendi desde posiciones escépticas a imitación del pirronismo clásico. Una característica de estos nuevos filósofos en su lucha contra el aristotelismo residía en la utilización recurrente de la crítica pirrónica del conocimiento sensorial: dada la falibilidad de los sentidos, concluyen que nada puede saberse y ninguna ciencia es posible.
Por último, escépticos como François de La Mothe Le Vayer y Samuel Sorbière llevaron su pirronismo al límite y propugnaron una suspensión del juicio absoluta, cuestionando y dudando de la ‘nueva ciencia’ y hasta de las matemáticas. En definitiva, este resurgimiento de la tradición pirrónica ejerció gran influencia en las pugnas intelectuales de la Francia del siglo XVII. De esta crisis escéptica surgirían diversos intentos de contrarrestar su influencia para así salvaguardar el conocimiento humano, el más importante de estos ejemplificado por Descartes. De todo ello surgirán, finalmente, la filosofía y la ciencia modernas.